# Aysenoides
Genre
Aysenoides est un genre d'araignées aranéomorphes de la famille des Anyphaenidae.

## Distribution
Les espèces de ce genre se rencontrent au Chili et en Argentine.

## Liste des espèces
Selon World Spider Catalog (version 17.5, 24/09/2016) :
- Aysenoides colecole Ramírez, 2003
- Aysenoides nahuel Izquierdo & Ramírez, 2008
- Aysenoides parvus Ramírez, 2003
- Aysenoides simoi Laborda, Ramírez & Pizarro-Araya, 2013
- Aysenoides terricola Ramírez, 2003

## Publication originale
- Ramírez, 2003 : The spider subfamily Amaurobioidinae (Araneae, Anyphaenidae) : a phylogenetic revision at the generic level. Bulletin of the American Museum of Natural History, no 277, p. 1-262 (texte intégral).